# Grand Prix de Denain 2006
La 48e édition du Grand Prix de Denain a eu lieu le 13 avril 2006. Elle a été remportée par le Français Jimmy Casper.

## Classement final
Jimmy Casper remporte la course en parcourant les 194,4 kilomètres en 4 h 28 min 42 s à la vitesse moyenne de 43,409 km/h,.
| Classement final, | Classement final,  | Classement final, | Classement final,                     | Classement final,  |
|                   | Coureur            | Pays              | Équipe                                | Temps              |
| ----------------- | ------------------ | ----------------- | ------------------------------------- | ------------------ |
| 1er               | Jimmy Casper       | France            | Cofidis                               | en 4 h 28 min 42 s |
| 2e                | Nico Mattan        | Belgique          | Davitamon-Lotto                       | m.t                |
| 3e                | Hans Dekkers       | Pays-Bas          | Agritubel                             | m.t                |
| 4e                | Erki Pütsep        | Estonie           | AG2R Prévoyance                       | + 5 s              |
| 5e                | Lloyd Mondory      | France            | AG2R Prévoyance                       | m.t                |
| 6e                | Carlo Scognamiglio | Italie            | Milram                                | m.t                |
| 7e                | William Bonnet     | France            | Crédit agricole                       | m.t                |
| 8e                | Steven Caethoven   | Belgique          | Chocolade Jacques-Topsport Vlaanderen | m.t                |
| 9e                | Lilian Jégou       | France            | La Française des Jeux                 | m.t                |
| 10e               | Jean-Luc Delpech   | France            | Bretagne-Jean Floc'h                  | m.t                |
| modifier          |                    |                   |                                       |                    |